# گیوم دشانپس
گیوم دشانپس (انگلیسی: Guillaume Deschamps؛ زادهٔ ۲۳ نوامبر ۱۹۷۸) بازیکن فوتبال اهل فرانسه است.
از باشگاه‌هایی که در آن بازی کرده‌است می‌توان به باشگاه فوتبال زاربروکن، باشگاه فوتبال المپیک مارسی، و باشگاه فوتبال سدان اشاره کرد.